# Wolfram Wuttke
Wolfram Wuttke, född 17 november 1961 i Castrop-Rauxel i Nordrhein-Westfalen, död 1 mars 2015 i Lünen i Nordrhein-Westfalen, var en tysk (västtysk) fotbollsspelare som tog OS-brons i fotbollsturneringen vid de olympiska sommarspelen 1988 i Seoul.